# Hilisangowola
Hilisangowola is een bestuurslaag in het regentschap Nias Selatan van de provincie Noord-Sumatra, Indonesië. Hilisangowola telt 570 inwoners (volkstelling 2010).